# NACRA Championship 2013
NACRA Championship 2013 – turniej z cyklu NACRA Championship, międzynarodowe zawody rugby union organizowane przez NACRA dla rozwijających się zespołów ze strefy NACRA, które odbyły się w dniach 12 stycznia–22 czerwca 2013 roku.

## Informacje ogólne
Osiem drużyn rozpoczęło zawody od pierwszej rundy, w której rywalizowały systemem pucharowym podzielone geograficznie na dwie grupy. Ich zwycięzcy awansowali do fazy play-off, spotykając się z dwoma wyżej rozstawionymi reprezentacjami. Triumfatorzy tych spotkań dołączyli zaś do czterech rozstawionych zespołów w zasadniczych zawodach. W tej fazie rozgrywki toczyły się systemem kołowym w ramach dwóch trzyzespołowych grup, ponownie podzielonych według klucza geograficznego. Zwycięzcy obu grup awansowali do finału turnieju, mecz zaś odbył się na boisku zespołu wyżej rozstawionego.
W tym turnieju swój międzynarodowy debiut zaliczyła reprezentacja Turks i Caicos.
W zawodach zwyciężył zespół USA South, składający się z drugoligowych zawodników z południa Stanów Zjednoczonych.

## Runda wstępna

### Grupa północna
|  |                  |                |           |                |    |         |         |       |
|  | Półfinał         | Półfinał       | Półfinał  |                |    | Finał   | Finał   | Finał |
|  | Półfinał         | Półfinał       | Półfinał  |                |    | Finał   | Finał   | Finał |
|  | 19 stycznia 2013 |                |           |                |    |         |         |       |
|  |                  |                |           |                |    |         |         |       |
|  | Turks i Caicos   | Turks i Caicos | 13        |                |    |         |         |       |
|  | Turks i Caicos   | Turks i Caicos | 13        | 23 lutego 2013 |    |         |         |       |
|  | Jamajka          | Jamajka        | 31        |                |    |         |         |       |
|  | Jamajka          | Jamajka        | 31        |                |    | Jamajka | Jamajka | 12    |
|  | 19 stycznia 2013 |                |           |                |    | Jamajka | Jamajka | 12    |
|  |                  |                | USA South | USA South      | 29 |         |         |       |
|  | USA South        | USA South      | USA South | USA South      | 29 | 50      |         |       |
|  | USA South        | USA South      |           |                |    |         |         |       |
|  | Meksyk           | Meksyk         | 23        |                |    |         |         |       |
|  | Meksyk           | Meksyk         | 23        |                |    |         |         |       |

| 19 stycznia 2013 | Turks i Caicos | 13:31 | Jamajka | Meridian Field, Providenciales |
| 19 stycznia 2013 |                | 13:31 |         | Meridian Field, Providenciales |

| 19 stycznia 2013 | USA South | 50:23 | Meksyk | Life University, Marietta |
| 19 stycznia 2013 |           | 50:23 |        | Life University, Marietta |

| 23 lutego 2013 | Jamajka | 12:29 | USA South | University of Technology Sports Field, Kingston |
| 23 lutego 2013 |         | 12:29 |           | University of Technology Sports Field, Kingston |

### Grupa południowa
|  |                            |                            |          |                |    |                            |                            |       |
|  | Półfinał                   | Półfinał                   | Półfinał |                |    | Finał                      | Finał                      | Finał |
|  | Półfinał                   | Półfinał                   | Półfinał |                |    | Finał                      | Finał                      | Finał |
|  | 26 stycznia 2013           |                            |          |                |    |                            |                            |       |
|  |                            |                            |          |                |    |                            |                            |       |
|  | Saint Lucia                | Saint Lucia                | 35       |                |    |                            |                            |       |
|  | Saint Lucia                | Saint Lucia                | 35       | 15 lutego 2013 |    |                            |                            |       |
|  | Brytyjskie Wyspy Dziewicze | Brytyjskie Wyspy Dziewicze | 41       |                |    |                            |                            |       |
|  | Brytyjskie Wyspy Dziewicze | Brytyjskie Wyspy Dziewicze | 41       |                |    | Brytyjskie Wyspy Dziewicze | Brytyjskie Wyspy Dziewicze | 12    |
|  | 12 stycznia 2013           |                            |          |                |    | Brytyjskie Wyspy Dziewicze | Brytyjskie Wyspy Dziewicze | 12    |
|  |                            |                            | Curaçao  | Curaçao        | 39 |                            |                            |       |
|  | Curaçao                    | Curaçao                    | Curaçao  | Curaçao        | 39 | 37                         |                            |       |
|  | Curaçao                    | Curaçao                    |          |                |    |                            |                            |       |
|  | Saint Vincent i Grenadyny  | Saint Vincent i Grenadyny  | 24       |                |    |                            |                            |       |
|  | Saint Vincent i Grenadyny  | Saint Vincent i Grenadyny  | 24       |                |    |                            |                            |       |

| 26 stycznia 2013 | Saint Lucia | 35:41 | Brytyjskie Wyspy Dziewicze | Corinth Playing Field, Castries |
| 26 stycznia 2013 |             | 35:41 |                            | Corinth Playing Field, Castries |

| 12 stycznia 2013 | Curaçao | 37:24 | Saint Vincent i Grenadyny | University of the Netherlands Antilles, Willemstad |
| 12 stycznia 2013 |         | 37:24 |                           | University of the Netherlands Antilles, Willemstad |

| 15 lutego 2013 | Brytyjskie Wyspy Dziewicze | 12:39 | Curaçao | A.O. Shirley Recreation Ground, Road Town |
| 15 lutego 2013 |                            | 12:39 |         | A.O. Shirley Recreation Ground, Road Town |

## Play-off
| 13 kwietnia 2013 | Bahamy | 15:42 | USA South | Winton Rugby Center, Nassau |
| 13 kwietnia 2013 |        | 15:42 |           | Winton Rugby Center, Nassau |

| 7 kwietnia 2013 | Barbados | 41:3 | Curaçao | Garrison Savannah, Bridgetown |
| 7 kwietnia 2013 |          | 41:3 |         | Garrison Savannah, Bridgetown |

## Runda zasadnicza

### Grupa północna
| 4 maja 2013 | USA South | 9:7 | Kajmany | Life University, Marietta |
| 4 maja 2013 |           | 9:7 |         | Life University, Marietta |

| 18 maja 2013 | Bermudy | 14:24 | USA South | National Sports Center, Hamilton |
| 18 maja 2013 |         | 14:24 |           | National Sports Center, Hamilton |

| 1 czerwca 2013 | Kajmany | 20:14 | Bermudy | Truman Bodden Stadium, George Town |
| 1 czerwca 2013 |         | 20:14 |         | Truman Bodden Stadium, George Town |

### Grupa południowa
| 18 maja 2013 | Gujana | 19:17 | Barbados | Providence Stadium, Providence |
| 18 maja 2013 |        | 19:17 |          | Providence Stadium, Providence |

| 25 maja 2013 | Barbados | 6:19 | Trynidad i Tobago | Garrison Savannah, Bridgetown |
| 25 maja 2013 |          | 6:19 |                   | Garrison Savannah, Bridgetown |

| 1 czerwca 2013 | Trynidad i Tobago | 20:0 | Gujana | University of the West Indies, Saint Augustine |
| 1 czerwca 2013 |                   | 20:0 |        | University of the West Indies, Saint Augustine |

## Finał
| 22 czerwca 2013 | Trynidad i Tobago | 18:26 | USA South | Fatima College Grounds, Port-of-Spain |
| 22 czerwca 2013 |                   | 18:26 |           | Fatima College Grounds, Port-of-Spain |